# Conseil d’État (Frankreich)

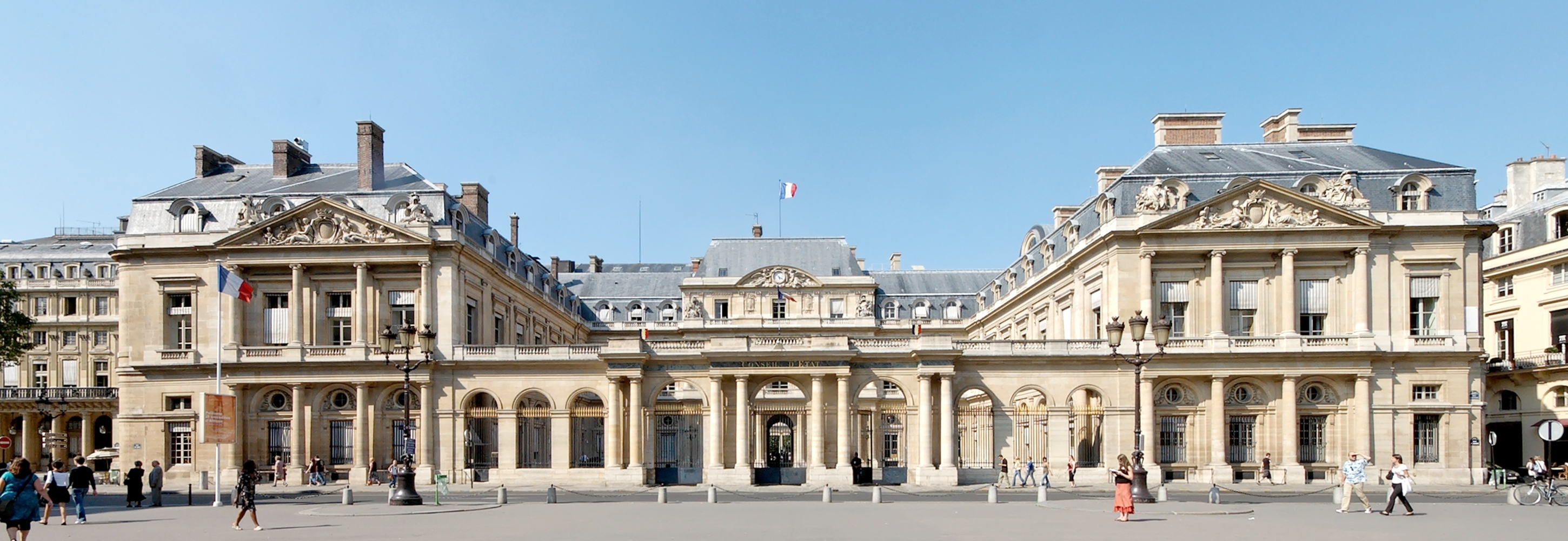
Sitz des Gerichts im Palais Royal, Paris

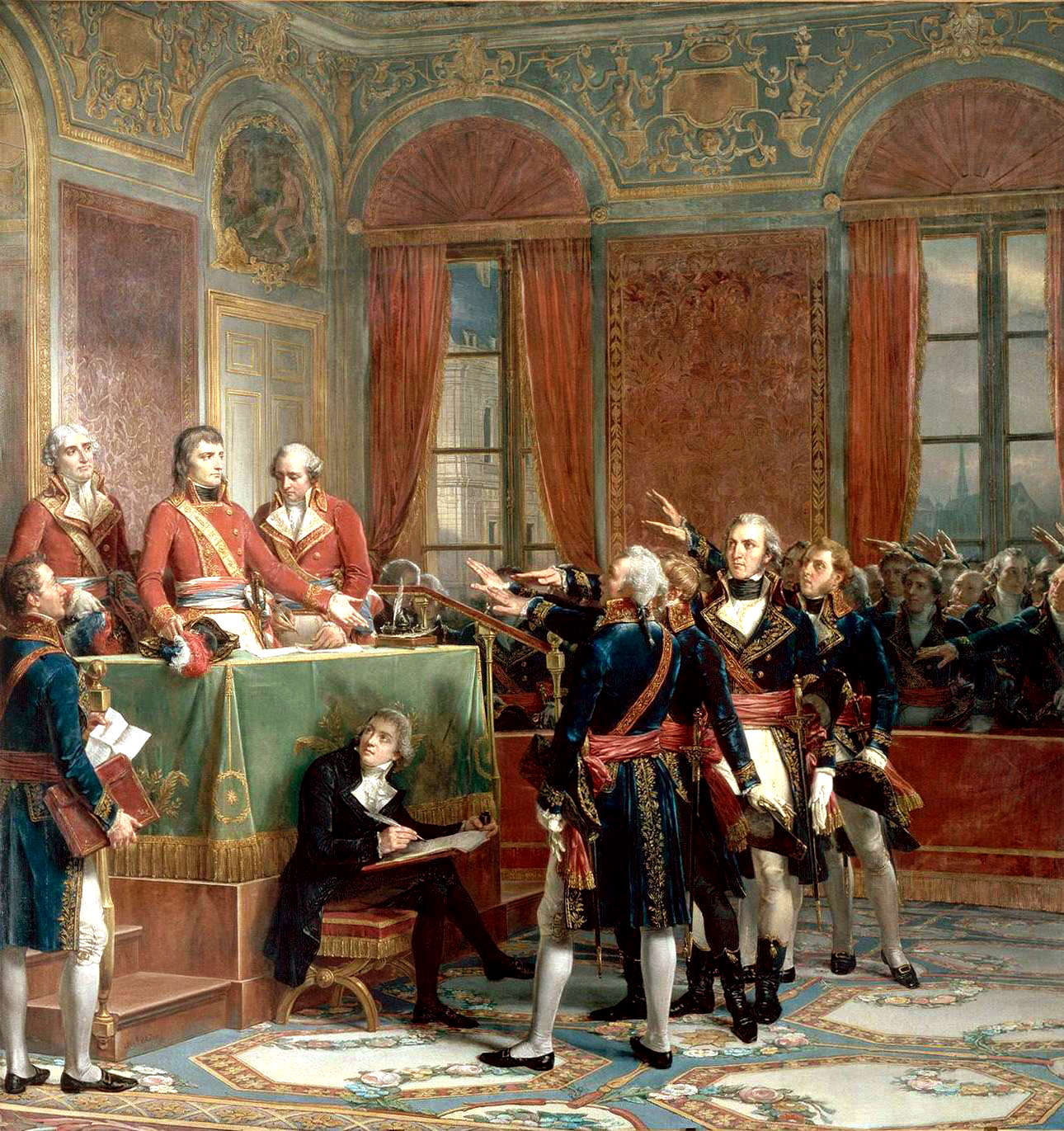
Konstituierung des Conseil d’État im Pariser Palais du Petit-Luxembourg am 25. Dezember 1799

Der Conseil d’État (CE), deutsch Staatsrat, ist eine französische Institution mit Sitz im Palais Royal in Paris. 

## Zuständigkeit
Der Conseil d’État ist als Staatsrat eine Institution ohne unmittelbare Entsprechung in Deutschland, Österreich oder der Schweiz. Er ist zum einen das oberste Verwaltungsgericht und zum anderen ein Beratungsgremium der Regierung in Rechtsfragen. In der ersten Funktion ist er mit dem deutschen Bundesverwaltungsgericht vergleichbar, in der zweiten mit dem deutschen Bundesministerium der Justiz, das die Gesetze prüft, bevor sie dem Kabinett vorgelegt werden.
Außerdem hat er sich in seiner wegweisenden Nicolo-Entscheidung vom 20. Oktober 1989 dafür zuständig erklärt, die Vereinbarkeit von französischen Gesetzen mit dem Völkerrecht zu kontrollieren. Üblicherweise wird diese Aufgabe von den jeweiligen Verfassungsgerichten der Staaten übernommen (so auch in Deutschland), was der Conseil constitutionnel jedoch mehrfach abgelehnt hatte. In Frankreich gab es bis zur Entscheidung Nicolo daher keinen Rechtsweg gegen völkerrechtswidrige Gesetze.

## Rechtsprechung
Die Urteile des CE werden in dem Recueil „Lebon“, der AJDA (Actualité du Droit administratif français) oder dem RDP (Revue de Droit public) veröffentlicht. Besonders wegweisende Entscheidungen erscheinen in den GAJA (Grands arrêts de la Jurisprudence administrative); derzeit etwa 100. Es sind diese Entscheidungen, die das gesamte französische Verwaltungsrecht prägen. Aus ihnen folgen die von der Verwaltung zu beachtenden Prinzipien. Das französische Verwaltungsrecht ist in sehr ausgeprägter Weise vor allem Richterrecht. Seine Durchdringung ohne die Rechtsprechung ist nicht möglich. Neben dem CE hat das Tribunal des conflits große Bedeutung. Es ist paritätisch von Richtern des Kassationshofes und dem CE besetzt und entscheidet, welcher Rechtsweg eröffnet ist, falls es Zweifel geben sollte.

## Besetzung
Der Conseil d’État beschäftigt sowohl Richter als auch einfache Verwaltungsbeamte. Offiziell ist der Premierminister Präsident des Conseil d’État; tatsächlich liegt die Leitung in den Händen des Vizepräsidenten des Staatsrates. Die wichtigste von insgesamt sechs Abteilungen ist die Section du contentieux, in der die Klagen der Bürger gegen Verwaltungshandeln vom Conseil d’État als Revisionsgericht verhandelt werden.
Der Vizepräsident ist protokollarisch der höchste Beamte des Staates (in Deutschland: der Staatssekretär im Bundespräsidialamt). Vizepräsident ist seit Mai 2018 Bruno Lasserre, als Nachfolger von Jean-Marc Sauvé, der die Altersgrenze erreicht hatte.

## Geschichte
Der Conseil d’État geht auf Napoleon zurück. Er wurde am 13. Dezember 1799 unmittelbar nach dem Staatsstreich des 18. Brumaire durch den Ersten Konsul und späteren Kaiser gegründet.
Es ist Tradition, dass sich die besten Absolventen der Verwaltungshochschule ENA dort oder bei der Cour des comptes, dem obersten französischen Rechnungshof, bewerben.